# Wereldkampioenschap voetbal 2002 (Groep C) Costa Rica - Turkije
Deze pagina is een subpagina van het artikel Wereldkampioenschap voetbal 2002. Hierin wordt de wedstrijd in de groepsfase in groep C tussen Costa Rica en Turkije gespeeld op 9 juni 2002 nader uitgelicht.

## Voorafgaand aan de wedstrijd
- Costa Rica en Turkije speelden nooit eerder tegen elkaar. Dit was de eerste keer.
- In dit duel scoorde Costa Rica en Turkije beide één keer.
- Op de FIFA-wereldranglijst van mei 2002 stond Costa Rica op de 29e plaats. Turkije stond op de 22e plaats.[1]

## Wedstrijdgegevens
| Datum                | 9 juni 2002                      | 9 juni 2002                      |
| Stadion              | Incheon Munhak Stadion, Incheon  | Incheon Munhak Stadion, Incheon  |
| Toeschouwers         | 42.299                           | 42.299                           |
| Scheidsrechter       | Coffi Codjia                     | Coffi Codjia                     |
| Assistenten          | Dramane Dante Brighton Mudzamiri | Dramane Dante Brighton Mudzamiri |
| Vierde man           | Óscar Ruiz                       | Óscar Ruiz                       |
| Man van de wedstrijd |                                  |                                  |
|                      | Costa Rica                       | Turkije                          |
| Doelpunten           | 1                                | 1                                |
| Gele kaarten         | 2                                | 3                                |
| Rode kaarten         | 0                                | 0                                |
| Wissels              | 3                                | 3                                |
| Schoten op doel      | 3                                | 5                                |
| Schoten naast doel   | 10                               | 5                                |
| Overtredingen        | 15                               | 10                               |
| Hoekschoppen         | 3                                | 5                                |
| Buitenspel           | 7                                | 5                                |
| Strafschoppen        | 0                                | 0                                |
| Balbezit (%)         | 45%                              | 55%                              |

| Costa Rica | 1 – 1        | Turkije |
| Winston Parks 86' | doelpunten   | 56' Emre Belözoğlu |
| Alexandre Guimarães | bondscoach   | Şenol Güneş |
| Erick Lonnis Luis Marin Mauricio Wright Gilberto Martinez Wilmer Lopez 77' Mauricio Solis Paulo Wanchope Walter Centeno 66' Ronald Gomez Harold Wallace 77' Carlos Castro | opstellingen | Rüştü Reçber Emre Aşık Fatih Akyel 88' Tugay Kerimoğlu 79' Yıldıray Baştürk Hasan Şaş Ümit Özat Ergün Penbe Emre Belözoğlu Ümit Davala 75' Hakan Şükür |
| Hernán Medford 66' Stevens Bryce 77' Winston Parks 77' | wissels      | 75' İlhan Mansız 79' Nihat Kahveci 88' Arif Erdem |
| Gilberto Martinez 24' Carlos Castro 43' | gele kaarten | 20' Emre Aşık 45' Tugay Kerimoğlu 89' Emre Belözoğlu                                                                                                   |
| | rode kaarten | |